# Azugui
Azugui, también Azougui o Azuggi (en árabe: آزوكي‎), fue una ciudad de Mauritania noroccidental, situada en la Meseta de Adrar, al noroeste de Atar. En el siglo XI, fue la base desde la que se expandió el Imperio almorávide, que conquistó el territorio que se extendía entre el Imperio de Ghana hasta el sur de la península ibérica.  

## Núcleo comercial transahariano
El cronista al-Bakri afirma que Yannu ibn Umar, un hermano de los primeros caudillos almorávides Yahya ibn Umar al-Lamtuni y Abu Bakr Ibn Umar, fundó en el lugar una fortaleza rodeada de veinte mil palmeras; la población fijaba la frontera entre las tierras Lamtuna y Gudala. Estas eran tribus bereberes cenhegíes del desierto y antiguos aliados: los Lamtuna formaron el núcleo de los almorávides después de que los Gudala abandonasen el movimiento religioso. Cerca de la localidad, en un sitio llamado Tabfarilla, los almorávides sufrieron su primera derrota significativa: los gudala vencieron a un ejército almorávide lamtuna que había llegado de Azugui y mataron a su jefe, Yahya ibn Umar, en 1056. Como consecuencia, tanto Azugui como el cercano campo de batalla devinieron para los almorávides lugares de devoción. El cronista al-Zuhri, que escribió en la década de 1150, llamó a Azugui la «capital de los almorávides».
Al-Idrisi indicó que Azugui era uno de los hitos principales de la ruta comercial transahariana que unía Marruecos y Ghana («Quienquiera ir a los países de Sila, Takrur y Ghana en las tierras del Sudán, no puede evitar esta ciudad»). También señala que los «guineanos» (probablemente, los soninké) la llamaban Quqadam.
Se sabe, por los petroglifos del siglo VII, que el poblamiento del lugar es incluso anterior al periodo cenhegí. 
Se conserva parte de la ciudadela y la necrópolis del teólogo almorávide al-Imam al-Hadrami.

## Patrimonio mundial
El lugar se incluyó como candidato en la lista del Patrimonio de la Humanidad de la Unesco el 14 de junio de 2001, en la categoría cultural.